# Федоренко, Фёдор Иванович
Федоренко Фёдор Иванович (21 января 1921, Ворошиловградская область — 11 сентября 1996, Москва) — советский военачальник, генерал-майор, участник Великой Отечественной войны, партизан, писатель-мемуарист.

## Биография

### До войны
Родился 21 января 1921 в селе Бирюково Луганской области УССР в семье шахтёра Федоренко Ивана Тимофеевича. Окончил школу, поступил в педагогическое училище. Подал в 1939 году документы в Орджоникидзевское Краснознаменное военно-пехотное училище, далее переведен и окончил Грозненское пехотное училище.

### В армии
В 1941 году из Одессы лейтенант Федоренко прибыл по назначению в Симферополь, в 530-й стрелковый полк 156-й дивизии. Фронт достиг Крыма за три месяца. После обороны Перекопа и Ишуньских позиций в октябре 1941 отступал с разбитыми частями на Южный берег Крыма. Отрезанный в Ялте от Севастопольского шоссе, в начале ноября ушёл в горы. До апреля 1944 года — в партизанах.

### В партизанах

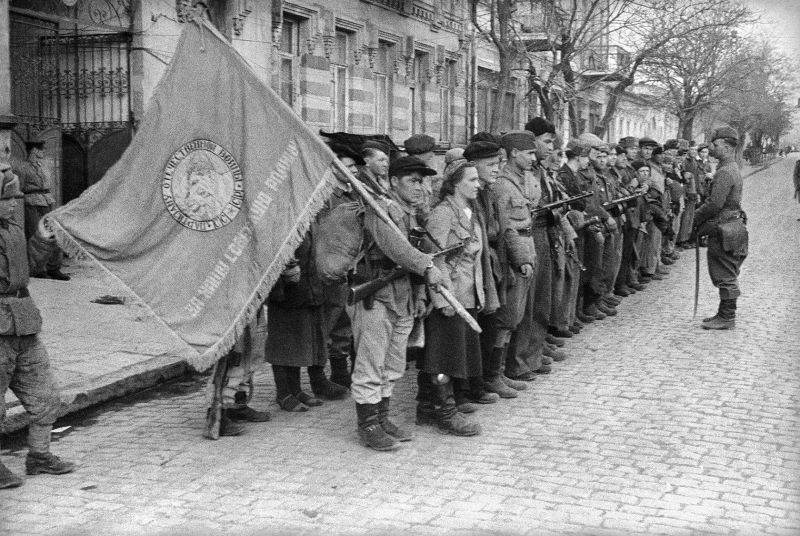
Торжественное построение бойцов отряда «Смерть фашистам» 1-й бригады "Грозная" под командованием Ф. И. Федоренко в освобожденном Симферополе, 13 апреля 1944 года, Фотохроника ТАСС, фото Е. А. Халдея

В горах столкнулся с группой партизан под командой А. Д. Махнева, уже 13 ноября они вступили в первый бой с немцами. Базировались партизаны на Бешуйские копи (сейчас это район Крымского заповедника). Зимой 1941 года Федоренко возглавлял взвод разведки и далее поступил в распоряжение штаба Главного командования партизанского движения Крыма как командир комендантского взвода. Некоторое время считался погибшим, в ходе перехода в отряды 2-го района, вошёл в палатку в лагере у горы Замана, где вместо партизан оказались румынские горные стрелки. В ходе боя группа распалась и выжившие члены доложили о смерти Федоренко, а он после отрыва от преследования вернулся с двумя товарищами в расположение Г. Л. Северского.
Эта первая зима 1941 далась партизанам нелегко. Голод, прочёсы, отсутствие связи с Большой землёй. Местное население партизан не поддерживало. Раненых нечем было лечить и некуда эвакуировать. Некоторые отряды сократились до десятка человек. С лета 1942 года у партизан была налажена связь и самолётное сообщение. Их деятельность стала координироваться Центральным штабом партизанского движения. Появились поставки вооружения, продовольствия и медикаментов, эвакуация раненых.

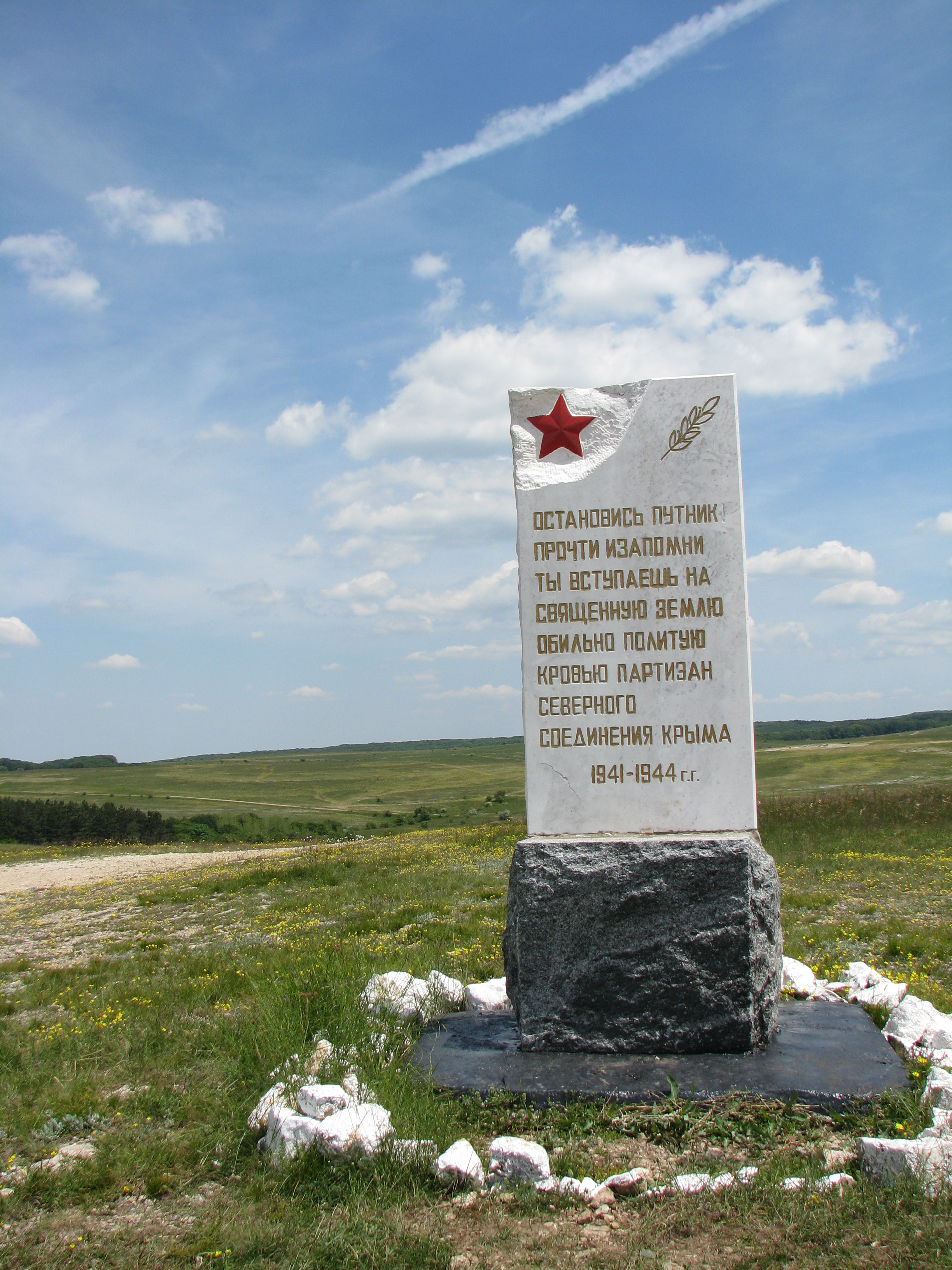
Памятник партизанам, Долгоруковская яйла

Осень 1942 характеризовалась эвакуацией командного состава первого этапа партизанской борьбы. Вслед за Мокроусовым на большую землю эвакуирован И. Г. Генов, Лобов, М. И. Чуб, И. З. Вергасов, Г. Л. Северский, позднее И. Г. Кураков. Многие были ранены и больны, почти все в состоянии истощения. Высшее командование приняли посланцы Крымского обкома. А командирами отрядов становились молодые командиры и бойцы, в том числе и Федоренко. С июня 1942 по ноябрь 1943 уже бывалый по тем меркам партизан Федоренко принял командование 4-м, потом 2-м комсомольским отрядом «Смерть фашистам!». Награждён первым Орденом Красного Знамени Приказом № 18 от 24 октября 1942 ВС Черноморской группы войск Закавказского фронта. Осенью 1943 года ему присвоено звание капитана. Он принимает команду над сформированной летом 1943 года 1-й Партизанской бригадой. Его предшественником на должности командира бригады был Н. Д. Луговой, назначенный комиссаром Северного соединения партизан Крыма (с ноября 1943 года).
Бригада приняла первый оборонительный бой в районе Иваненковой казармы в ноябре 1943 года. Партизаны не дали немецким частям провести прочёс и углубиться в лес, сохраняя за собой свободу манёвра.
9 декабря 1-я и 5-я бригады сами атаковали гарнизон Зуи. Нарушив связь и прикрыв заслоном дорогу из Симферополя, в ходе боя разгромили до роты противника (в ряде источников до 200), захватили склады, разгромили комендатуру, жандармерию, узел связи, освободили и забрали в лес заключенных. Это одна из самых крупных и успешных операций Северного соединения, она упоминалась в ежедневной сводке Советского Информбюро.
Для зачистки Зуйского леса немецкое командование привлекло фронтовые части, 16 полицейских батальонов, придало авиаподдержку и бронетехнику. 1-я бригада держала оборону на высотах Колан-баир и хребте Яман-таш, двух ключевых позициях в районе Долгоруковской яйлы. Январь, февраль и март шли тяжелые бои. Партизаны, обороняясь и маневрируя, по ночам уходили из-под удара и не дали ни вытеснить соединение из Зуйского леса, ни надёжно окружить. Цели прочеса сорвались.
В ходе весеннего наступления Красной Армии по освобождению Крыма бригада Ф. И. Федоренко получила приказ преградить пути отхода немецких и румынских войск по маршруту Зуя-Симферополь-Ангарский перевал. Второй отряд бригады прикрыл Феодосийское шоссе западнее Зуи, удерживая эту позицию до подхода передового отряда 19-го танкового корпуса.
1-я бригада Федоренко с боями пробилась к городу и вошла в Симферополь 13 апреля 1944 года. Очищая юго-восточную окраину от разрозненных вражеских подразделений, она встретилась с батальоном 279-й стрелковой дивизии генерала Потапова. Она принадлежала к той самой 51-й армии, в которой Фёдору Ивановичу пришлось начинать горькой осенью 41-го года на Перекопе.
Являлся первым военным комендантом освобожденного Симферополя. В 1944 году представлялся к званию Героя Советского Союза, в итоге награждён вторым Орденом Красного Знамени.
Наиболее точный послужной список Ф. И. Федоренко в годы партизанской борьбы в Крыму дан в работе д.и.н. В. Е. Полякова:
Командир взвода разведки Ак-Мечетского отряда; командир комендантского взвода при штабе командующего партизанским движением Крыма; командир 18-го Красноармейского отряда; командир 4-й отряда Второго сектора; командир 1-я бригады Центральной оперативной группы; командир 1-й бригады Северного соединения.

### После войны
Молодой 25-летний ветеран продолжил учёбу. После освобождения Крыма направлен на курсы «Выстрел». Учился в Военной академии имени М. В. Фрунзе. Сделал военную карьеру вплоть до высших званий.
Делегат XXII съезда КПСС в 1961 году от Витебской партийной организации.
В 1970 году был направлен в группу Главного военного советника в Египте генерал-полковника И. С. Катышкина. Это происходило во время Войны на истощение. Организовывал военную связь и специальную связь для ОАР. По этим каналам связи шли, например, переговоры между Председателем Совета министров СССР А. Н. Косыгиным, посетившим Египет с официальным визитом и Л. И. Брежневым, находившимся тогда в Тбилиси.
Постоянно стремился в Крым к боевым товарищам и на места боевой молодости. В военно-учебном заведении по подготовке военных кадров развивающихся стран он был начальником структурного подразделения с 1973 по 1984 год. В 1978 году ему было присвоено звание генерал-майора. В его ведении находился 165-й учебный центр по подготовке иностранных военнослужащих в Перевальном, как раз в бывших местах действия 1-й бригады "Грозная". Один из инициаторов создания Кургана Славы на Долгоруковской яйле.
Вышел в отставку в 1984 году с выслугой ровно 45 лет.
Является почётным гражданином Симферополя решением 11-й сессии Симферопольского городского совета XVIII созыва от 2 июгя 1984 «За активное участие в движении партизан и подпольщиков в Крыму в годы Великой Отечественной войны, мужество и героизм, проявленные при освобождении города Симферополя от фашистских захватчиков».
После войны поддерживал тесные связи с однополчанами-партизанами, участвовал в ветеранских организациях. В 1990 году вышла книга военных воспоминаний Федоренко, в связи с перестройкой она имела меньшее влияние военной цензуры, чем более ранние воспоминания его старших товарищей. Написана живым языком и отличается от мемуаров 60-70-х годов описанием как побед, так и неудач.
В послевоенное время был награждён орденами, в том числе Орденом «За службу Родине в Вооружённых Силах СССР» 3 степени и различными медалями. Скончался в 1996 году. Похоронен в Москве, на Троекуровском кладбище. Стелла на могиле выполнена в форме уменьшенной копии памятника партизанам на шоссе Симферополь-Алушта Партизанская шапка. Идея создания мемориала принадлежала комиссару Северного соединения Н. Д. Луговому. Авторы проекта — художники Э. М. Грабовецкий и И. С. Петров, архитектор Л. П. Фруслов. Скульптор-исполнитель — Б. Ю. Усачёв. Многие авторы друзья и боевые соратники Ф. И. Федоренко.
В 1999 году посмертно награждён Почётной грамотой Президиума Верховной Рады Автономной Республики Крым.

## Семья
- Жена — Водопьянова (Федоренко) Надежда Георгиевна (18.12.1923 — 28.10.2001) — партизанка Старокрымского отряда, награждена медалями «За оборону Севастополя», «За отвагу», «За победу над Германией в Великой Отечественной войне 1941—1945 гг.», «Партизану Отечественной войны» 2-й степени[16]. Дочь командира Старокрымского отряда Георгия Ефимовича Водопьянова[1].
- Дочери - Лидия и Ирина[1].

## В искусстве
Художник Э. М. Грабовецкий, в годы войны комиссар 21-го отряда 5-й бригады Северного соединения партизан Крыма посвятил ему линогравюру «Командир 1-й партизанской бригады Ф. И. Федоренко» (1977).  
В 2019 году в присутствии дочери Людмилы Фёдоровны был торжественно открыт памятный знак у школы в селе Перевальное.
Соединениям, которыми в разное время командовал Ф. И. Федоренко, только на Долгоруковской яйле установлено более 10 памятников. Он лично способствовал возведению Кургана Славы.